# شبکه تلویزیونی سی‌تی‌وی
شبکه تلویزیونی سی‌تی‌وی (به انگلیسی: CTV Television Network) یک شبکه تلویزیونی کانادایی است. این شرکت زیرمجموعه‌ای از بل مدیا است که مالک آن بل کانادا است. سی‌تی‌وی بزرگترین شبکه تلویزیونی خصوصی در کانادا است و بر پایه نظرسنجی‌های انجام شده از سال ۲۰۰۲ به این سو، همواره در بالای فهرست پربیننده‌ترین شبکه‌های تلویزیونی این کشور بوده است. این شبکه از جمله تلویزیون‌های رقیب شبکه گلوبال است.

## نگارخانه